# Joseph von Held
Joseph Held, ab 1867 Ritter von Held, (* 9. August 1815 in Würzburg; † 19. März 1890 ebenda) war ein deutscher Staatsrechtler. 1882/83 war er Rektor der Königlichen Universität Würzburg. Er war 1866 Mitbegründer des Bayerischen Roten Kreuzes.

## Leben
Held wurde als Sohn eines Kaufmanns geboren. Nach dem Gymnasium studierte er Philosophie und Jurisprudenz an der Königlichen Universität Würzburg und der Ludwig-Maximilians-Universität München. Im Anschluss an den Staatskonkurs wechselte er an die Universität Heidelberg, wo er zum Dr. phil. promoviert wurde. Die Arbeit wurde möglicherweise an der Universität Erlangen gedruckt. 1838 wurde er an der Universität Würzburg zum Dr. iur. utr. promoviert. Seine juristische Dissertation trug den Titel: Die eheliche Errungenschaft nach den Volksrechten und Rechtsbüchern des Mittelalters, verglichen mit einigen nordischen Rechts-Quellen.
1839 folgte die Habilitation (Schrift: De juris canonici circa usuras interdictis) und die Privatdozentur. 1841 wurde er außerordentlicher Professor. Von 1843 bis 1865 war er ordinierter Professor für deutsches Privatrecht, bayerisches Landrecht und Lehensrecht. 1849/50 war zusätzlich Georg Phillips berufen; auf dem Lehrstuhl für Privatrecht folgte Held Felix Dahn. Er wandte sich verstärkt dem Öffentlichen Recht zu; ab 1851 lehrte zusätzlich als Nachfolger von Hermann Müller auch allgemeines, gemein-deutsches sowie bayerisches Staatsrecht, Rechtsphilosophie und Völkerrecht. Bis zu seinem Tod 1890 unterrichtete er; sein Lehrstuhlnachfolger für Öffentliches Recht wurde Karl Freiherr von Stengel. Er war neunmal Dekan der rechts- und staatswissenschaftlichen Fakultät und bekleidete 1882/83 das Amt des Rektors. Sein Verdienst liegt vorrangig auf dem Gebiet der Staatspädagogik und Staatsphilosophie.
Held, der als liberaler Anhänger der rechtsstaatlichen konstitutionellen Monarchie galt, bewarb sich 1848 vergebens um den Würzburger Sitz in der Frankfurter Nationalversammlung. Seit 1863 Hofrat, wurde er 1867 durch die Verleihung des Ritterkreuzes des Verdienstordens der Bayerischen Krone in den persönlichen Adelsstand erhoben und durfte sich nach der Eintragung in die Adelsmatrikel „Ritter von Held“ nennen.
Er leistete Sanitätsdienst und war 1866 Mitbegründer des Bayerischen Roten Kreuzes. 1868 war er dessen Vertreter bei der Erweiterung der Genfer Konvention. Beim Deutsch-Französischen Krieg von 1870/71 war er beim Heer für Verwundete zuständig. Für seine Verdienste wurde er wiederholt ausgezeichnet.
1841 heiratete er Mathilde Pfretzschner, Schwester des Vorsitzenden des Ministerrats des Königreichs Bayern, Adolph von Pfretzschner. Der früh verstorbene Sohn Adolf Held war Professor für Nationalökonomie in Berlin. 

## Auszeichnungen
- 1857: Verdienstorden vom Heiligen Michael Ritterkreuz I. Klasse
- 1869: Roter Adlerorden III. Klasse
- Nordstern-Orden Komtur
- 1870: Eisernes Kreuz II. Klasse am weißen Bande
- 1870: Militärverdienstorden Ritterkreuz I. Klasse
- Kriegsdenkmünze für die Feldzüge 1870–71 für Nichtkombattanten
- Erinnerungskreuz für die Jahre 1870/71 (Sachsen)
- 1882: Ernennung zum Geheimen Rat
- 1888: Königlicher Kronen-Orden

## Schriften (Auswahl)
- Ueber die Nationalität. 1851.
- System des Verfassungsrechts der monarchischen Staaten Deutschlands mit besonderer Rücksicht auf den Constitutionalismus. 2 Bände, 1856/57.
- Ueber Legitimität. 1859.
- Staat und Gesellschaft vom Standpunkt der Geschichte der Menschheit und des Staats, mit besonderer Rücksicht auf die politisch-sozialen Fragen unserer Zeit. 1861–69.
- Frankreich an der Spitze der Civilisation?. 1863.
- Staats- und Rechtsphilosophie auf Grundlage einer wissenschaftlichen Menschen- und Völkerkunde von Dr. Karl Vollgraff (Neuausgabe eines Werkes von Karl Friedrich Vollgraff, 2 Teile, 1864).
- Deutschland. Der Deutsche Bund und die deutschen Großmächte. 1864.
- Grundzüge des allgemeinen Staatsrechts oder Institutionen des öffentlichen Rechts. 1868.
- Die Verfassung des Deutschen Reichs vom staatsrechtlichen Standpunkt aus betrachtet, ein Beitrag zu deren Kritik. 1872.
- Das Kaiserthum als Rechtsbegriff. 1879.
- Der Mensch als Ausgang der Rechtsphilosophie. 1883.